# Anacroneuria citara
Anacroneuria citara är en bäcksländeart som beskrevs av Bill P.Stark och Ortega 2007. Anacroneuria citara ingår i släktet Anacroneuria och familjen jättebäcksländor. Inga underarter finns listade i Catalogue of Life.